# Рјоцо (Милано)
Рјоцо је насеље у Италији у округу Милано, региону Ломбардија.
Према процени из 2011. у насељу је живело 2505 становника. Насеље се налази на надморској висини од 90 м.